# カタリーナ・フォン・ベーメン

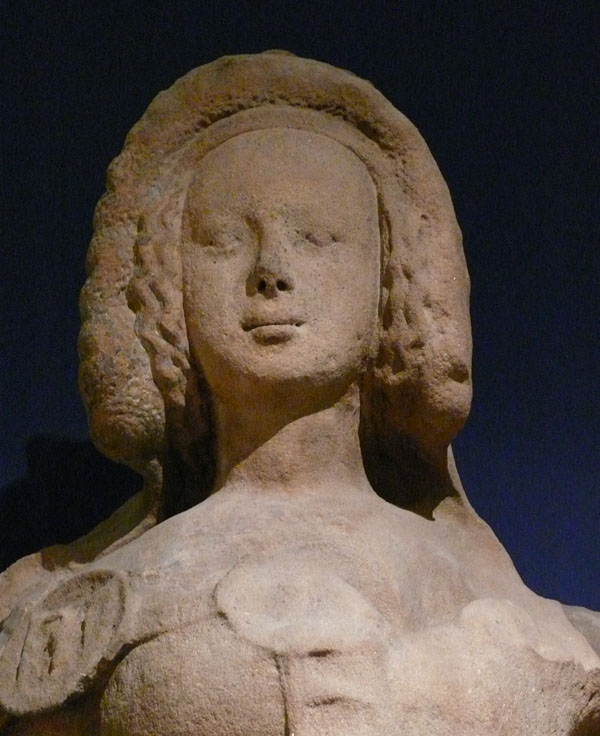
カタリーナ・フォン・ベーメン（シュテファン大聖堂）

カタリーナ・フォン・ベーメン（ドイツ語：Katharina von Böhmen, 1342年8月19日? - 1395年4月26日）またはカタリーナ・フォン・ルクセンブルク（Katharina von Luxemburg）は、ルクセンブルク家の神聖ローマ皇帝カール4世の娘。
最初にオーストリア公ルドルフ4世と結婚し、1358年から1365年までオーストリア公妃となった。2度目にヴィッテルスバッハ家のブランデンブルク選帝侯オットー7世と結婚し、1366年から1373/9年までブランデンブルク辺境伯妃であった。どちらの結婚でも子供は生まれなかった。

## 生涯

### 若年期（1348年 - 1357年）
モラヴィア辺境伯であったカール・フォン・ルクセンブルクとその最初の妃ブランシュ・ド・ヴァロワの間に、1342年の後半、恐らく8月19日にマルガレーテの妹、次女としてプラハで生まれた。カタリーナが生まれて数か月後には、皇帝ルートヴィヒ4世、マイセン辺境伯フリードリヒ2世およびオーストリア公アルブレヒト2世が、いずれもまだ未成年の息子たちの相手として、カタリーナに対し結婚を打診してきた。
1348年5月26日、アルブレヒト2世はブルノにおいて、カタリーナの父ローマ王カール4世に臣従の誓いを行った。そこで2人は以前から考えられていたカタリーナとアルブレヒト2世の息子ルドルフとの結婚交渉に入った。アルブレヒト2世はハンガリー王ラヨシュ1世との同盟関係を終わらせることを約束し、1348年6月5日にカール4世はアルブレヒト2世とその息子たちにハプスブルク家の領地を委ねた。さらに、その日に6歳のカタリーナは8歳のルドルフと婚約した。
1353年3月、カール4世は1355年にローマに向かう計画のため政治的安全保障を確保する目的で、ウィーンで諸侯会議を招集し、カタリーナも父についてウィーンへ向かった。すでに2度妃に先立たれていたカールは、ウィーンに滞在中カタリーナと心のこもった関係を築く方法と、自身の政治的戦略を賢明な11歳の娘に教える方法を知っていた。カタリーナは生涯この父親に愛情と敬意をもって接した。
ハプスブルク家とルクセンブルク家の同盟関係はウィーンで再確認された。1353年7月13日にカタリーナとルドルフの象徴的な結婚式が行われ、両家は互いの相続と継承について調整を行った。
1357年7月3日、プラハでカタリーナとルドルフは結婚した。しかし、ルドルフが持参金の支払いの遅さにカール4世と対立したため、結婚から数週間後には、カタリーナは夫と父親の仲裁を初めて行わねばならなかった。

### オーストリア公妃（1358年 - 1365年）
夫ルドルフ4世は1358年にオーストリア公となった。ルドルフは早速、地位を「大公」に格上げすることで一族の家格と名声を高めることを率先して行った。ルドルフは『大特許状』（19世紀に偽書であることが確認された）を用いて、1358/9年に選帝侯と同等の地位を獲得しようとした。ルドルフ4世は『大特許状』の写しを舅カール4世に示したが、カール4世は徹底的な調査の上でこの承認を拒否した。その後すぐに、ルドルフとカールの間で軍事衝突が起こる脅威はカタリーナの賢明な仲裁により回避させることができた。皇帝カール4世はこの『大特許状』をイタリア人の人文主義者ペトラルカに渡し、入念な調査の後、皇帝に対するさまざまな主張は論証できないことを確認した。このためルドルフは1361年に大公位を名乗ることを正式にあきらめた。後にこの偽書がフリードリヒ3世により王室および帝室の承認を受けたのは、1441年および1453年のことであった。
ルドルフはヴィッテルスバッハ家のチロル伯マインハルト3世の死後の1363年1月に、チロル伯領を手に入れようとした。このため、カール4世とルドルフの間で新たな緊張が発生した。カール4世は、ヴィッテルスバッハ家に関する政治的計画が台無しになることを恐れていた。しかしこの危機においても、カタリーナは父親と夫の仲裁を成功させることができた。
1363年3月18日に皇帝カール4世はブランデンブルク・ヴィッテルスバッハ家との相続契約書に署名し、1364年2月10日にはブルノにおいてルドルフ4世にチロルを与えた。ルドルフが死去した後の1369年になってようやくヴィッテルスバッハ家のシュテファン2世がチロルの領有を認められることになる。また、ブルノにおいてはルクセンブルク家、ハプスブルク家およびハンガリー・アンジュー家との相互相続契約もまとめられ、後のハプスブルク帝国への発展がすでにうかがえる。この1364年の相続契約に基づいて、1437年に最終的にオーストリア公アルブレヒト5世が最後のルクセンブルク家の皇帝でカタリーナの異母弟であったジギスムントの相続を認められることになる。
ルドルフ4世は1365年7月27日に死去し、カタリーナはしばらく後にプラハの父のもとに戻った。

### ブランデンブルク選帝侯妃（1366年 - 1373年）
ヴィッテルスバッハ家のブランデンブルク選帝侯オットー7世は、バイエルン公家内部の継承問題のため、異母兄シュテファン2世と対抗してカール4世と合意することとし、カール4世はこの機会を利用してクールマルクを自らの領土に組み入れた。
1366年3月19日、カタリーナとオットー7世はプラハで結婚した。カタリーナは長いことためらったのち、父親の政治的目標のためだけに結婚を了承した。オットーは最初、カタリーナの異母妹エリーザベトと結婚する予定であった。しかしルドルフ4世の予期せぬ死のため、皇帝カール4世はカタリーナをオットーと結婚させることとした。エリーザベトとオーストリア公アルブレヒト3世（ルドルフ4世の弟）との結婚式も同日に行われ、アルブレヒト3世は1366年3月26日にルクセンブルク家との相続契約を結んだ。プラハで行われたこの2組の結婚により、カール4世は帝国内における立場を強化することができた。
結婚の後、オットー7世は飢饉と抗争に悩まされていたブランデンブルク辺境伯領の管理を、6年の間舅のカール4世にゆだねた。これによりカール4世は、シレジアおよび上ラウジッツで手に入れた地位を確実にし、北への領地拡大を開始することができた。その消極的な性格から「無為公」とあだ名されるオットー7世は、皇帝に強いられたせいもあり、カタリーナと共にプラハの宮廷にとどまり、1368年に下ラウジッツをカール4世に売却した。
1369年1月、カタリーナは父カール4世に従いローマを訪れた。しかしカール4世らはシエーナで貴族と市民の党派争いに巻き込まれたため、カタリーナと4番目の妃エリーザベト・フォン・ポンメルンにプラハへの帰還を命じた。
1373年8月15日、カール4世はオットー7世よりブランデンブルク辺境伯領を50万ギルダーで購入した。オットー7世は引き続きブランデンブルク選帝侯位を使うことを許された。同様に、カタリーナも1379年のオットー7世の死までブランデンブルク選帝侯妃位の使用を許されていたが、カタリーナはその称号を用いることはなかった。

### 晩年、死と埋葬（1373年 - 1395年）

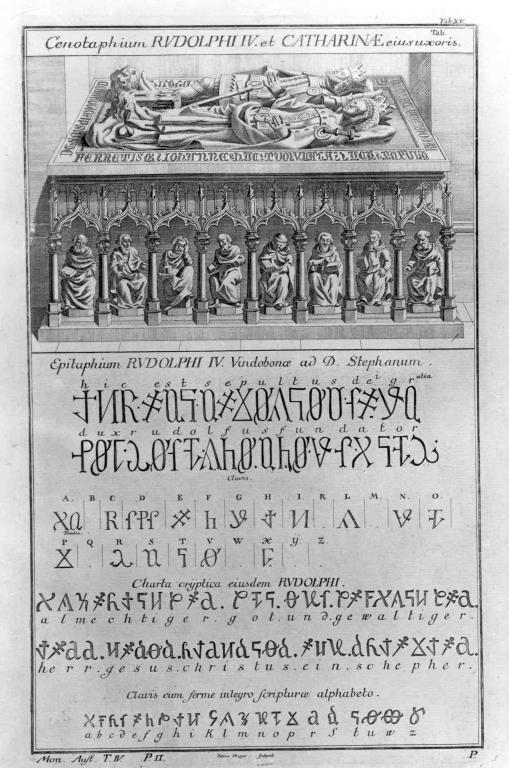
ウィーンのシュテファン大聖堂にあるカタリーナとルドルフ4世の記念棺

オットー7世がブランデンブルク辺境伯領を売却した後、カタリーナは夫とともにミュンヘン一時的に滞在していたが、次第にプラハの父親とともに暮らすことが増えていった。カタリーナとオットーとの結婚生活は、主に子供がいないことが原因で不幸なものであった。ヴィッテルスバッハ家は、カタリーナが不妊であったことを知りながら、1363年の相続契約で定められたブランデンブルク辺境伯領の継承を早めるためにオットー7世と結婚させたとして、カール4世を糾弾した。
1379年にオットー7世が死去した後、カタリーナはウィーンに住んだ。ウィーンに居を定めることで、カタリーナは最初の夫ルドルフ4世とのつながりを示そうとした。また、カタリーナは異母弟ヴェンツェルおよびジギスムントのために、ブランデンブルク選帝侯妃の称号も放棄した。
1395年4月26日、カタリーナはウィーンで死去した。カタリーナはシュテファン大聖堂の公爵墓所の最初の夫ルドルフ4世の隣に埋葬された。大聖堂の「ルドルフ4世の記念棺」にルドルフ4世の隣にカタリーナの像があるが、記念棺は空である。
しかし、以下のような疑いも示されている。
カタリーナが本当にシュテファン大聖堂の公爵墓所に埋葬されたかどうかは疑わしい。なぜなら、カタリーナはルドルフ4世より30年も長生きしたうえ、ルドルフ4世の死後、プラハに戻っているからである。公爵墓所の墓が開かれた際に、そこに埋葬されているほぼ全ての人物が鉛の十字架に記された銘から特定できたであろう。実際にはカタリーナがここに埋葬されたという証拠は示せなかった。また、石棺にはアルブレヒト3世の2番目の妃ベアトリクス・フォン・ニュルンベルクも埋葬されていると考えられる。
ルドルフ4世とカタリーナの寄進者像は、大聖堂の聖歌隊門（Singertor）のところで見ることができる。